# Rise of Nations: Thrones and Patriots
Rise of Nations: Thrones and Patriots — дополнение к игре в жанре стратегии в реальном времени Rise of Nations. Как и оригинальная игра, дополнение разработано компанией Big Huge Games и в 2004 году увидело свет.
Thrones and Patriots устанавливается и запускается отдельно от оригинальной игры (автономное дополнение).

## Отличия от оригинальной игры
- 6 новых наций
- 3 новых чуда света
- 4 новых кампании
- возможность выбирать типы правления

### Новые нации
Американцы, дакота, ирокезы, персы, индийцы, голландцы.

Каждая новая нация, как и оригинальные, обладает уникальными юнитами и возможностями.

### Новые Чудеса Света
Forbidden City (Запретный город)
- Город с данным чудом производит +50 еды и +50 дерева, вместо стандартных +10/+10;
- На игрока, построившего данное чудо, не действуют игровые таймеры;
- Чудо становится видимым для других наций только после завершения строительства.

Red Fort (Красный Форт)
- Представляет собой усиленный форт;
- Отряды, находящиеся в гарнизоне, лечатся на 500 % быстрее;
- Улучшения фортов бесплатны, и их очки жизней увеличиваются на 33 %;
- Строительство данного чуда не зависит от лимита чудес в городе.

Hanging Gardens (Висячие сады)
- Нация получает +50 знания;
- Исследования увеличения производительности добычи в амбарах, лесопилках и плавильнях стоит на 66 % дешевле.

### Новые кампании
- Александр Македонский — завоевать все территории карты до 336 г. до н. э.
- Наполеон — завоевать все территории карты до 1796 г.
- Новый Свет — завоевать Северную и Южную Америки для полной победы в кампании.
- Холодная война — война двух сверхдержав (США и СССР), происходящяя со времени конца Второй Мировой Войны и до Информационного века.

### Типы правления
В данном дополнении есть возможность построить здание Сената. Город, в котором оно построено, автоматически становится столицей. В Сенате можно выбирать различные типы правления (подобно таковым в игре Civilization). Каждая форма даёт определённые преимущества (например, делает более дешёвыми некоторые типы войск или даёт доход в 100 нефти), а также предоставляют патриота — усиленную версию генерала с определёнными бонусами.
Всего доступно 6 типов правления:
- Деспотизм — Республика (можно выбрать начиная с Античности)
- Монархия — Демократия (Эпоха пороха)
- Социализм — Капитализм (Промышленный век)

Левый столбец представляет собой формы правления, ориентированные на ведение войн, правый — на экономическое развитие. Бонусы от предыдущих правительств сохраняются, но на каждом этапе можно выбрать только одно из двух предлагаемых.

## Оценки
| Сводный рейтинг | Сводный рейтинг |
| Агрегатор       | Оценка          |
| --------------- | --------------- |
| GameRankings    | 87,86 %         |